# إيكاشوكو فرانسيس
إيكاشوكو فرانسيس (بالإنجليزية: Francis Ikechukwu)‏ (26 سبتمبر 1989 بجوس في نيجيريا - ) هو لاعب كرة قدم نيجيري في مركز الدفاع. شارك مع منتخب نيجيريا تحت 23 سنة لكرة القدم.